# حرب سيوكس العظمى 1876
كانت حرب سو العظمى عام 1876، والمعروفة أيضًا بحرب بلاك هيلز، عبارة عن سلسلة من المعارك والمفاوضات التي وقعت في عامي 1876 و 187 بين لاكوتا سو وشمال شايان والولايات المتحدة. كان سبب الحرب رغبة حكومة الولايات المتحدة في الحصول على ملكية بلاك هيلز. اكتُشف الذهب في بلاك هيلز، وبدأ المستوطنون في التعدي على أراضي الأمريكيين الأصليين، ورفض السو والشايان التنازل عن الملكية للولايات المتحدة تقليديًا، يضع الجيش والمؤرخون الأمريكيون لاكوتا في صلب القصة، خاصة بالنظر إلى أعدادهم، ولكن بعض الهنود يعتقدون أن الشايان كانوا الهدف الأساسي لحملة الولايات المتحدة.
من بين العديد من المعارك والاشتباكات في الحرب كانت معركة لتل بيغ هورن، المعروفة في كثير من الأحيان باسم كوستر لاست ستاند، من أكثر المعارك المعروفة من بين العديد من المواجهات بين الجيش الأميركي وخيالة السهول الهندية. وعلى الرغم من هذا الانتصار الهندي، استفادت الولايات المتحدة من الموارد الوطنية لإجبار الهنود على الاستسلام، وذلك في المقام الأول من خلال مهاجمة وتدمير مخيماتهم وممتلكاتهم. وقعت حرب سو العظمى تحت رئاستي يوليسيس غرانت ورذرفورد هايز. ضم اتفاق عام 1877 (المرسوم 19 من القوانين العامة، الذي أُصدر في 28 فبراير 1877) أراضي سو رسميًا وأنشأ تحفظات هندية دائمة.

## خلفية
هاجر الشايان غربًا إلى بلاك هيلز وريف نهر باودر قبل شعب لاكوتا وقدموا لهم ثقافة الخيل بنحو عام 1730. نحو أواخر القرن 18، بدأت قبيلة لاكوتا بتوسيع أراضيها غربًا باتجاه نهر ميسوري. طردوا شعب الكيوا وشكلوا تحالفات مع الشايان وأراباهو للسيطرة على مناطق صيد الجاموس الغنية في شمال السهول الكبرى. تقع بلاك هيلز في غرب داكوتا الجنوبية الحالية، وأصبحت مصدرًا مهمًا لشعب لاكوتا لأعمدة الأكواخ، وللموارد النباتية والألعاب الصغيرة. التي تعتبر مقدسة لثقافة لاكوتا.
بحلول أوائل القرن التاسع عشر، أصبح الشايان الشماليون أول من شن حربًا على المستوى القبلي. بسبب استخدام الأمريكيين الأوروبيين العديد من الأسماء المختلفة للشايان، ربما لم يدرك الجيش وحدتهم. دمر الجيش الأمريكي سبع معسكرات للشايان قبل عام 1876 وثلاثة أخرى في ذلك العام، ولذلك كانت من أكثر القبائل التي عانت في تلك الفترة. اعتبارًا من عام 1860، كان الشايان قوة رئيسية في الحرب على السهول. «لم تحقق أي جماعة أخرى في السهول مثل هذه المنظمة القبلية المركزية والسلطة». وُقعت معاهدة فورت لارامي 1868، مع الولايات المتحدة من قبل قادة لاكوتا الشايان الشماليين وتبعتها حرب الغيمة الحمراء، التي خصصت جزءًا من أراضي لاكوتا مثل محمية سو العظمى. وشمل ذلك النصف الغربي من داكوتا الجنوبية، بما في ذلك منطقة بلاك هيلز لاستخدامها الحصري. كما نصت على جزء كبير من «الأراضي غير المتنازل عنها» في وايومنغ، ومونتانا، وريف نهر باودر، كمناطق صيد الشايان ولاكوتا. في كلا محميات الأراضي غير المتنازل عنها، مُنع الرجال البيض من القيام بالانتهاكات، باستثناء المسؤولين في حكومة الولايات المتحدة.
رغم ذلك، أدى العدد المتزايد من عمال المناجم والمستوطنين الذين يتعدون على إقليم داكوتا إلى إلغاء الحماية بسرعة. لم تستطع الحكومة الأمريكية إبعاد المستوطنين. بحلول عام 1872، كان المسؤولون الإقليميون يفكرون في جمع موارد الأخشاب الغنية من بلاك هيلز، لتُنقل عبر نهر شايان إلى ميزوري، حيث كانت مستوطنات السهول الجديدة بحاجة إلى الخشب المنشور. اقترحت منطقة الرفع الجغرافي إمكانات الموارد المعدنية. عندما اتصلت اللجنة من وكالة الغيمة الحمراء حول إمكانية توقيع لاكوتا على تنازلها عن بلاك هيلز، أشار العقيد جون إي سميث إلى أن هذا كان «الجزء الوحيد [من محميتهم] الذي يزيد أهمية عن أي شيء لديهم». وخلص إلى أنه «لن تحصل على أي شيء منهم أقل من إبادتهم».
في عام 1874، أرسلت الحكومة بعثة كستر لفحص بلاك هيلز. خشي شعب لاكوتا من هذه البعثة. قبل أن تعود قافلة كستر إلى فورت أبراهام لنكولن، أُرسلت أخبار اكتشافهم للذهب ببرقية إلى كل أنحاء الدولة. أُكد وجود موارد معدنية قيمة في العام التالي من قبل بعثة نيوتن-جيني الجيولوجية. بدأ المستكشفون، بدافع الذعر الاقتصادي لعام 1873، في التسلل إلى بلاك هيلز في انتهاك لمعاهدة فورت لارامي. تحول هذا التسلل إلى فيضان حيث غزا الآلاف من عمال المناجم بلاك هيلز قبل انتهاء الاندفاع الذهبي. جاءت المجموعات المنظمة من ولايات بعيدة مثل نيويورك، وولاية بنسيلفانيا، وفرجينيا.
في البداية، كافح جيش الولايات المتحدة لإبقاء عمال المناجم خارج المنطقة. في ديسمبر 1874، على سبيل المثال، تمكنت مجموعة من عمال المناجم بقيادة جون جوردون من سو سيتي بولاية آيوا، من تجنب دوريات الجيش ووصلت إلى بلاك هيلز، حيث أمضوا ثلاثة أشهر قبل أن يطردهم الجيش. رغم ذلك، زادت عمليات الإخلاء هذه بسبب الضغوط السياسية على إدارة غرانت لتأمين بلاك هيلز من شعب لاكوتا.
في مايو 1875، سافرت وفود سو برئاسة سبوتيد تيل وريد كلاود ولون هورن إلى العاصمة واشنطن في محاولة استمرت لمدة 11 ساعة لإقناع الرئيس يوليسيس غرانت باحترام المعاهدات القائمة وكبح تدفق عمال المناجم إلى أراضيها. التقوا مع غرانت، ووزير الداخلية كولومبوس ديلانو، ومفوض الشؤون الهندية إدوارد سميث. قال القادة الأمريكيون إن الكونغرس أراد أن يدفع للقبائل مبلغ 25,000 دولار مقابل الأرض ونقلهم إلى الإقليم الهندي (في أوكلاهوما الحالية). رفض المندوبون التوقيع على معاهدة جديدة مع هذه الشروط. قال سبوتد تيل، «أنت تتحدث عن بلد آخر، وهي ليست بلدي، ولا يهمني أمرها، ولا أريد أن أفعل شيئًا بها. أنا لم أولد هناك... إذا كانت بلدًا جيدًا، فأرسل إليها الرجال البيض أما هنا الآن في بلادنا فدعنا وشأننا». على الرغم من عدم تمكن القادة من إيجاد حلول سلمية، فإنها لم تتضمن الجواد الجامح والثور الجالس في الحرب التي تلت ذلك.
في ذلك الخريف، أُرسلت لجنة أمريكية إلى كل من الوكالات الهندية لعقد مجالس مع شعب لاكوتا. كانوا يأملون في الحصول على موافقة الشعب وبالتالي الضغط على قادة لاكوتا للتوقيع على معاهدة جديدة. فشلت محاولة الحكومة لتأمين بلاك هيلز. بينما كانت بلاك هيلز في قلب الأزمة المتنامية، كان استياء لاكوتا ينمو بسبب توسيع المصالح الأمريكية في أجزاء أخرى من إقليم لاكوتا. على سبيل المثال، اقترحت الحكومة أن يمر خط سكة حديد شمال المحيط الهادئ عبر مناطق صيد الجاموس العظيمة. بالإضافة إلى ذلك، نفذ الجيش الأمريكي العديد من الهجمات المدمرة على معسكرات شايان قبل عام 1876.